# HD 202206 c
HD 202206 c é um planeta extrassolar descoberto em 16 de novembro de 2004, através da observação de longo prazo de um segunto planeta, cuja existência não era anteriormente confirmada, após a descoberta de uma anã marrom (primeira companheira) orbitando a estrela HD 202206.
Este planeta perfaz sua órbita a uma distância de 3.07 vezes maior e é 7.13 vezes menos massivo que a primeira companheira, possuindo uma semi-amplitude de apenas 42 m/s. Sua massa corresponde a 2.44 planetas Júpiter e seu diâmetro se aproxima do de Júpiter. A ressonância orbital do planeta orbitando a anã marrom é de 5:1. A excentricidade do planeta é maior do que aquela de todos os planetas e planetas anões de nosso sistema solar, exceto Éris, que possui uma excentricidade de 0.44.